# Meganoton sugii
Meganoton sugii är en fjärilsart som beskrevs av Jean-Marie Cadiou och Holloway 1989. Meganoton sugii ingår i släktet Meganoton och familjen svärmare. Inga underarter finns listade i Catalogue of Life.